# Horisme calligraphata
Horisme calligraphata är en fjärilsart som beskrevs av Herrich-Schäffer 1838. Horisme calligraphata ingår i släktet Horisme och familjen mätare. Inga underarter finns listade i Catalogue of Life.